# Satyricons diskografi
Dette er en oversigt over det norske black metal-band Satyricons diskografi.

## Albumudgivelser

### Studiealbum
| År   | Album               | Pladeselskab                              |
| ---- | ------------------- | ----------------------------------------- |
| 1993 | Dark Medieval Times | Moonfog Productions                       |
| 1994 | The Shadowthrone    | Moonfog Productions                       |
| 1996 | Nemesis Divina      | Moonfog Productions Century Media Records |
| 1999 | Rebel Extravaganza  | Nuclear Blast Records                     |
| 2002 | Volcano             | Moonfog Productions Capitol Records       |
| 2006 | Now, Diabolical     | Roadrunner Records Century Media Records  |
| 2008 | The Age of Nero     | Roadrunner Records Koch Records           |

### Ep'er
| År   | Ep              | Pladeselskab          |
| ---- | --------------- | --------------------- |
| 1997 | Megiddo (ep)    | Moonfog Productions   |
| 1999 | Intermezzo II   | Nuclear Blast Records |
| 2008 | My Skin is Cold | Roadrunner Records    |

### Opsamlingsalbum
| År   | Album                   | Pladeselskab        |
| ---- | ----------------------- | ------------------- |
| 2002 | Ten Horns - Ten Diadems | Moonfog Productions |

## Singler
| År   | Single                | Fra album       | Pladeselskab       |
| ---- | --------------------- | --------------- | ------------------ |
| 2006 | "K.I.N.G."            | Now, Diabolical | Sony BMG           |
| 2006 | "The Pentagram Burns" | Now, Diabolical | Roadrunner Records |

## Demoer
| År   | Demo                    |
| ---- | ----------------------- |
| 1992 | All Evil                |
| 1993 | The Forest Is My Throne |

## Videografi
Med "video" forstås videoer som er blevet udgivet separat i form af et videoalbum f.eks. Altså ikke almindelige musikvideoer medmindre de er blevet udgivet separat.
| År   | Video                 | Pladeselskab                          |
| ---- | --------------------- | ------------------------------------- |
| 1996 | Mother North          | Moonfog Productions Tatra Productions |
| 2001 | Roadkill Extravaganza | Moonfog Productions                   |

## Bootlegs
- 1996: All Evil Baroeg-Rotterdam
- 1997: All Evil
- 1999: Live in Vienna
- 2000: Protect the Wealth of the Elite, New York
- 2002: Live at Klubben, Stockholm
- 2002: Live in Roskilde, Denmark